# Laryngeus-superior-Neuralgie
Die Laryngeus-superior-Neuralgie ist ein Nervenschmerz (Neuralgie) des oberen Kehlkopfnervs (Nervus laryngeus superior). Sie zeigt sich beim Schlucken, Husten und Sprechen in Form einziehender Schmerzen im oberen Kehlkopfbereich, die bis in den Ohrbereich ausstrahlen können.
Therapeutisch können eingesetzt werden:
- Medikamente: Carbamazepin, Phenytoin
- Neuraltherapie: wiederholte Infiltrationsanästhesie des Nerven mit einem Lokalanästhetikum wie Lidocain
- Neurektomie des Nerven in der hinteren Schädelgrube als letztes Mittel bei starker Ausprägung

Die Prognose ist vorsichtig zu stellen. Selbst eine Neurektomie kann keine Schmerzfreiheit garantieren.